# 3. вечити дерби у фудбалу
3. вечити дерби у фудбалу је фудбалска утакмица одиграна на стадиону Централни дом Југословенске Армије у Београду 5. октобра 1947. године, између Партизана и Црвене звезде.

## Ток утакмице
Утакмица се играла пред пуним стадионом Партизана. Партизан је повео у 5. минуту након што је звездин центархалф Дракулић у шеснаестерцу оборио Стјепана Бобека. Сигуран са беле тачке био је Првослав Михајловић и Партизан је повео са 1:0. Црвена звезда је последњих неколико минута преузела иницијативу. У 88. минути на ивици шеснаестерца Партизана направљен је прекршај. Бранко Станковић ударац захватио „ефеом”, лопта је прошла поред живог зида и завршила у голу голмана Фрање Шоштарића. Утакмица је завршена 1:1, а за играча утакмице проглашен је играч Партизана Стјепан Бобек.

## Детаљи утакмице
| Партизан             | 1 – 1 | Црвена звезда |
| -------------------- | ----- | ------------- |
| Михајловић 5’ (пен.) |       | Станковић 88’ |

| Партизан | Црвена звезда |

| Партизан Београд:                  |
|                                    |
| Фрањо Шоштарић                     |
| Мирослав Брозовић                  |
| Ратко Чолић                        |
| Златко Чајковски                   |
| Владимир Фирм                      |
| Миодраг Јовановић                  |
| Бела Палфи                         |
| Првослав Михајловић                |
| Стјепан Бобек (к)                  |
| Александар Атанацковић             |
| Кирил Симоновски                   |
| Тренер:                            |
| Иљеш Шпиц Помоћне судије: Делегат: |

| Црвена звезда Београд: |
| Љубомир Ловрић         |
| Драгиша Вељковић       |
| Миомир Петровић        |
| Бранко Станковић       |
| Миленко Дракулић       |
| Божидар Дреновац       |
| Момчило Шапинац        |
| Рајко Митић (к)        |
| Јован Језеркић         |
| Александар Атанацковић |
| Предраг Ђајић          |
| Тренер:                |
| Светислав Глишовић     |